# 엄마를 부탁해 (MBC 프로그램)
《엄마를 부탁해》는 문화방송의 프로그램이다.

## 기획의도
나를 키우는 자신을 돌보는 프로그램

## 진행자
- 김정현
- 송은이
- 이은숙
- 정남식